# Naver (rivier)

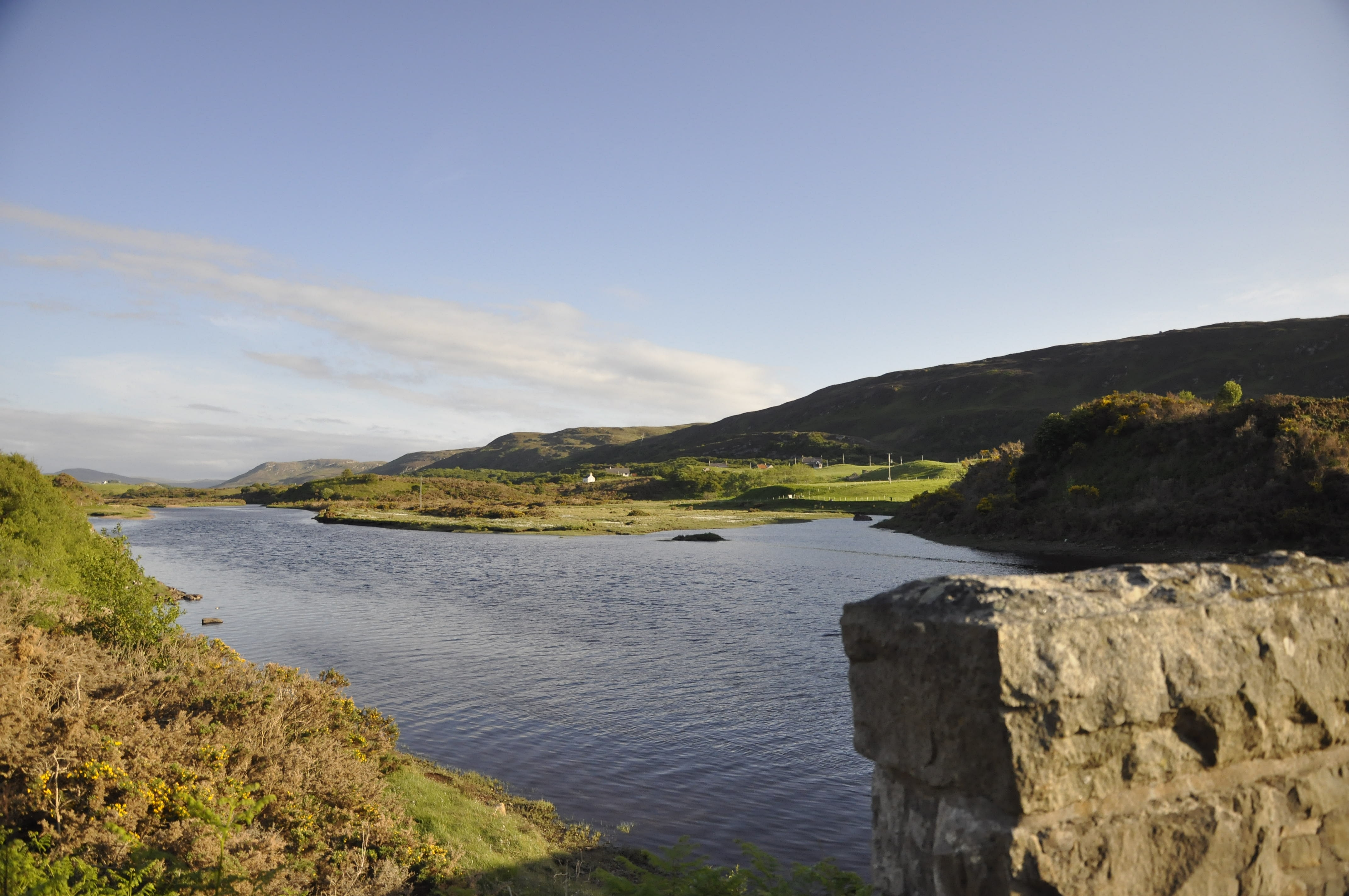
Naver vanaf het noorden, vlak bij de brug te Bettyhill

De Naver is een rivier in Sutherland, Schotland, die Loch Naver in noordelijke richting verlaat en in Torrisdale Bay bij Bettyhill in de Atlantische Oceaan uitmondt. Hij loopt door de vallei Strathnaver.
Langs de rivier en Loch Naver loopt de Strathnaver Trail, een route die de bezoeker leidt langs de bezienswaardigheden van de rivier Naver en de vallei zoals de broch te Grummore, het Strathnaver Museum te Farr, de Farr Stone en de relicten van de Ontruiming van de Hooglanden.

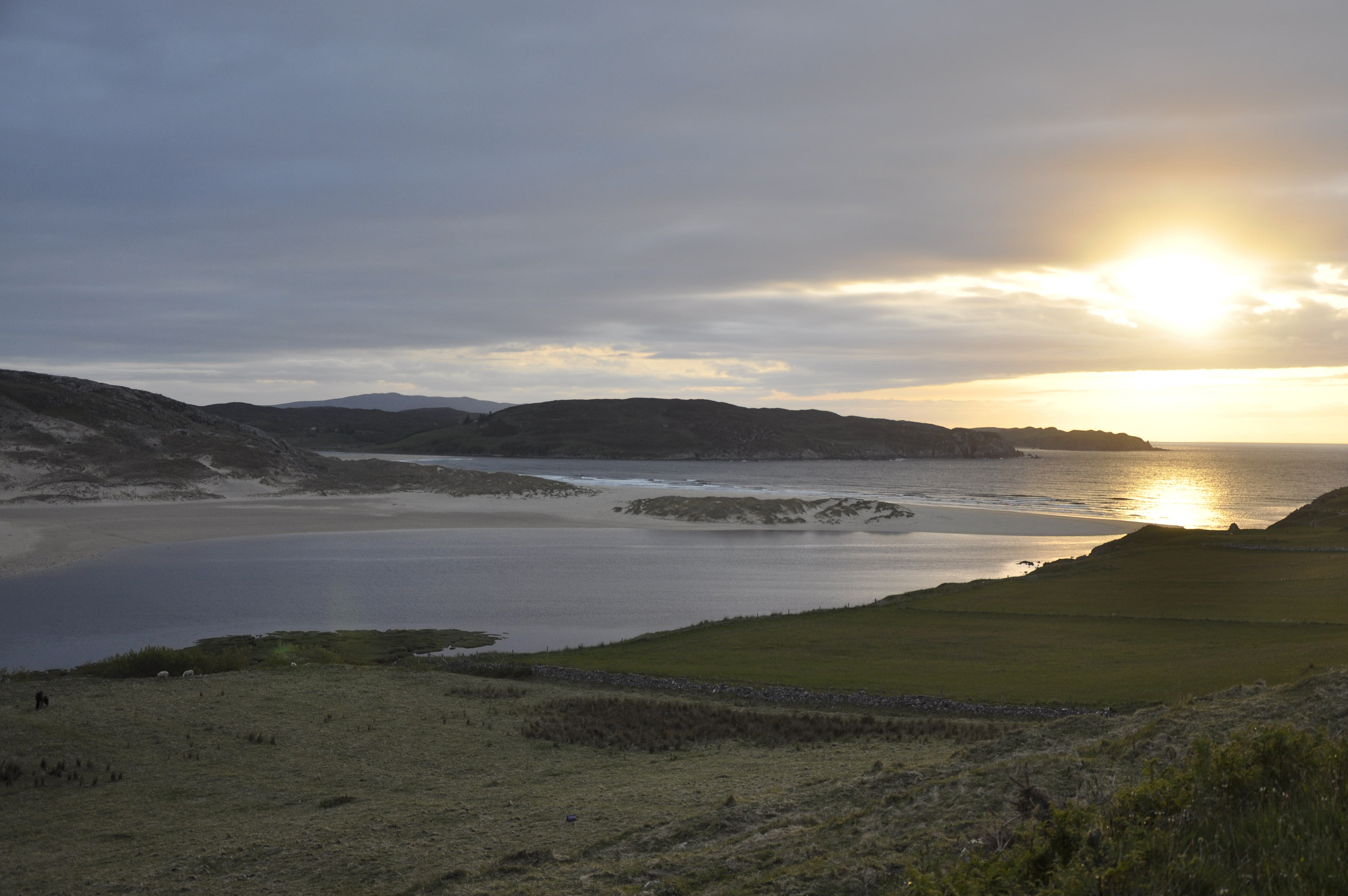
De Naver, Torrisdale Bay en de Atlantische Oceaan
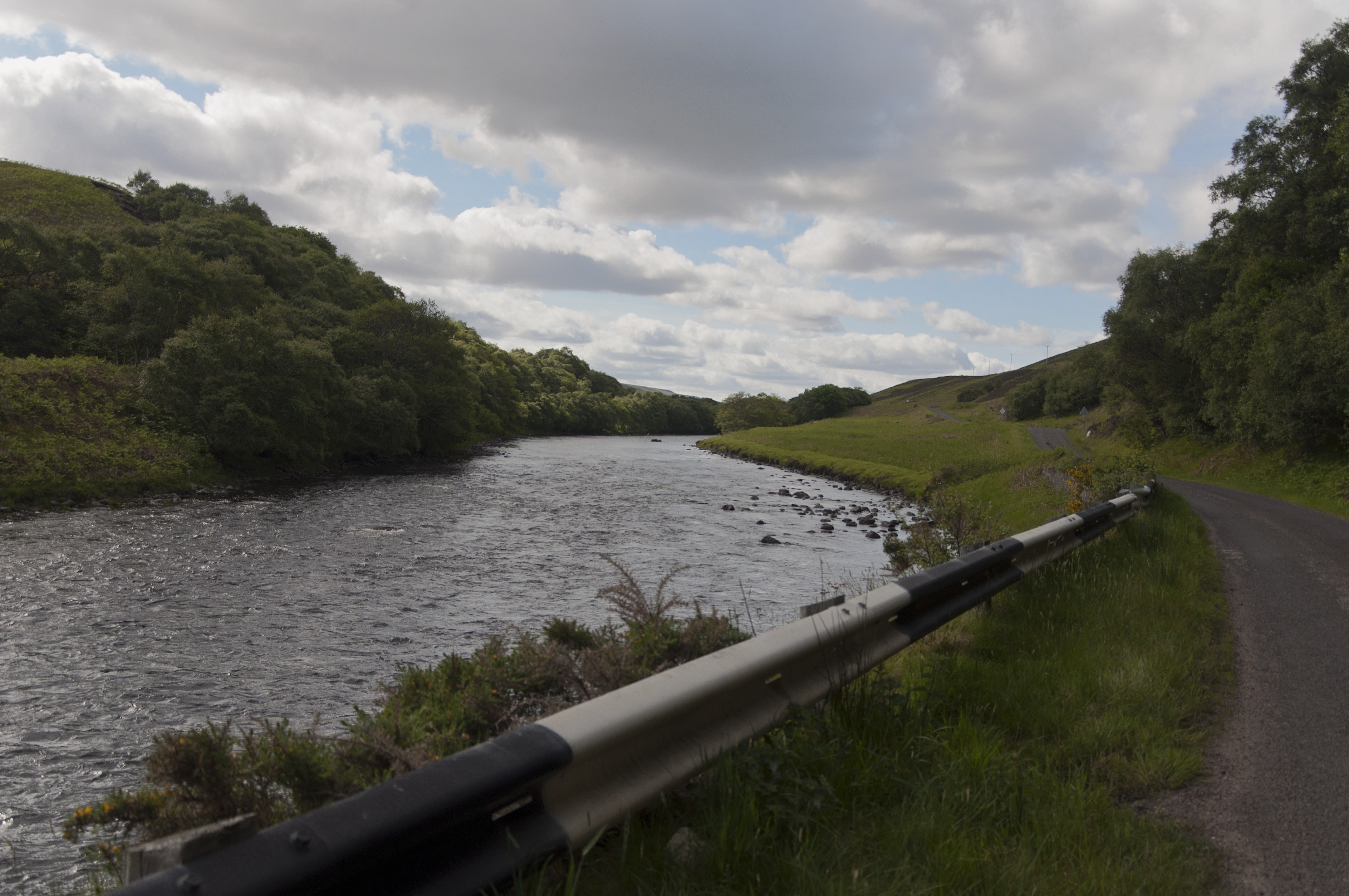
De Naver, 2 km ten zuiden van Skelpick, langs de B871